# Paradecetia albistellaria
Paradecetia albistellaria är en fjärilsart som beskrevs av Walker 1862. Paradecetia albistellaria ingår i släktet Paradecetia och familjen Uraniidae. Inga underarter finns listade i Catalogue of Life.